# Герота, Димитрие
Димитрие Герота (рум. Dimitrie Gerota; 17 июля 1867, Крайова — 3 марта 1939, Бухарест) — румынский учёный, медик, анатом, рентгенолог, уролог, педагог, профессор. Доктор медицины. Член-корреспондент Румынской академии (с 1916).

## Биография
Родился в семье священника. С 1886 года изучал медицину в Бухарестском университете. В 1892 году получил степень доктора медицины. Продолжил обучение в университетах Парижа и Берлина. Вернувшись на родину, начал практиковать медицину, занялся преподавательской деятельностью.
С 1897 года читал лекции по хирургической и экспериментальной хирургии в Национальной школе изящных искусств в Бухаресте. В числе его учеников был Константин Бранкузи. В 1900 году получил степень по топографической анатомии.
В ноябре 1935 года он опубликовал статью «Monarhie cu camarilă sau Republică», в которой подверг критике короля Кароля II. Вскоре Герот был арестован и заключён в тюрьму. После нескольких дней студенческих протестов он был освобождён. В 1936 году вновь арестован и подвергся тюремному заключению.

## Научная деятельность
Занимался исследованиями в области анатомии и физиологии мочевого пузыря, анатомии органов брюшной полости, червеобразного отростка, отстаивал методику инъекции лимфатических узлов, описал фасциальную капсулу почки, известную ныне как почечная фасция (fascia renalis) или «фасция Герота».
Его имя также связано с применением первых рентгенограмм в Румынии. Д. Герота считают первым румынским рентгенологом.
Будучи первым румынским радиологом, Герота стоял у истоков академического радиологического образования в стране. В 1898 году написал книгу «The Röntgen Rays or the X-Rays». Спустя несколько лет ему пришлось отказаться от радиологии из-за радиодерматита кисти.
В 1907 году основал в Бухаресте больницу-санаторий, названную позже его именем.